# IJzerkoekje
IJzerkoekje é um tipo de biscoito cremoso originário dos Países Baixos. Eles são feitos em um formato oval, com entre 0,5 e 1 centímetro de espessura, e possuem um sabor característico de canela. Os biscoitos são originários de Vlaardingen e são assados em uma placa de ferro quadriculada, o que cria um padrão característico e dá o nome da receita (ijzer significa ferro em neerlandês). 

## História
Acredita-se que Daatje de Koe, um dona de mercearia de Vlaardingen, teria sido a primeira pessoa a produzir o ijzerkoekje. Em 1910, ela vendeu sua padaria na Hoogstraat para a família van Deventer, que também ficou com a receita. Posteriormente, a iguaria passou a ser confeccionada por outras lojas da cidade, com ingredientes e apresentações diferentes. No entanto, outras teorias apontam que a primeira receita do biscoito provavelmente data do século XVIII.
Devido à composição da massa e ao método de preparação, os biscoitos permanecem saborosos por muito tempo. Por isso, eles eram populares como alimento entre os pescadores da Holanda do Sul, e posteriormente em outras regiões do país. Os ijzerkoekjes também têm um alto valor nutricional, e podem ter sido originalmente levados para o mar por esse motivo.

## Método de preparação
A receita original dos ijzerkoekjes foi pouco registrada e, portanto, existem inúmeras variantes. Pela quantidade relativamente alta de manteiga e açúcar em relação à de farinha utilizada na preparação dos biscoitos, a massa é bastante rica. O uso da canela dá o sabor especial da receita, e a textura característica é devido ao curto tempo de cozimento dos biscoitos no ferro especial, fazendo com que a massa não seja assada por inteiro. Por isso, a adição de ovos, que é recomendada por algumas receitas, pode ser considerada arriscada (pelo risco de salmonella). Outras variações adicionam koekkruiden (tempero típico holandês para biscoitos), leite e/ou baunilha.